# 가미이와이촌
가미이와이촌(上岩井村)은 니가타현 산토군에 설치되었던 촌이다. 현재의 나가오카시에 해당한다.